# 王棱
王棱（277年—315年），字文子，西晋琅邪郡临沂县（治今山东省临沂市北）人。王览之孙，国子祭酒王琛之子，王导从弟，王彬从兄。
王棱年轻时历任清要官职。西晋末年避乱渡江，担任司马睿丞相从事中郎。从兄王导以为他有政才，应该管理大郡，出任豫章郡太守，加广武将军。王棱知从兄王敦骄傲自负、有不臣之心，日夕谏诤，劝他应该抑损自身，推崇司马睿，以建勋业，王敦不听，不能容纳他，暗中派王如杀害他。王如舞剑逐渐靠到王棱面前，王棱发怒而呵斥他，王如径直向前刺杀了王棱。王敦表面震惊，逮捕杀死了王如。王棱弟王侃，官至吴国内史。